# ¿Qué pasa con mi familia?
¿Qué pasa con mi familia? (en hangul, 가족끼리 왜 이래; romanización revisada, Gajogkkili wae ilae) también conocida como What Happens to My Family?, es una serie de televisión surcoreana emitida originalmente entre 2014-2015. Muestra las vivencias y el día a día de una familia típica coreana, liderada por un padre viudo, que deberá superar diversos problemas con sus hijos.
Es protagonizada por Yooq Dong Geun, Kim Hyun Joo, Kim Sang Kyung, Yoon Park y Park Hyung Sik. Fue emitida en su país de origen por KBS 2TV desde el 16 de agosto de 2014 hasta el 15 de febrero de 2015. La serie obtuvo gran éxito en Corea llegando a alcanzar cuotas superiores al 40% de audiencia.

## Sinopsis
Soon Bong (Yoo Dong Geun) es un padre de familia, dedicado a sus hijos, posee una tienda de Tufu ubicado a un costado de su casa, dedicó su vida al cuidado de su familia, pero sus hijos no toman en cuenta su esfuerzo, Kang Shim (Kim Hyun Joo) por un lado es secretaria del presidente de GK Group, con gran autoridad dentro de la empresa y destacada en solución de problemas, debido a su eficiencia es destinada a humanizar a Tae Joo (Kim Sang Kyung), el hijo del presidente de la compañía, que posee malas costumbres y es un poco ingenuo, al pasar el tiempo terminan enamorándose. 
Kang Jae (Yoon Park) es médico y posee gran habilidad con su trabajo, sus estudios fueron pagados gracias a la venta de tofu en la tienda de Soon Bong, se casa por conveniencia con la hija del dueño del hospital, en un principio el no demuestra gran interés por ella, pero finalmente una vez casados el termina enamorándose de ella.
Dal Bong (Park Hyung Sik) es el hijo menor, su madre murió durante su parto, por lo cual nunca alcanzó a conocerla, posee pocas habilidades y suele depender de los demás para casi todo, años atrás, junto a Yoon Eun Ho (Seo Kang Joon) tras un confuso incidente en el cual Eun Ho cae al agua conocen a Seo Wool (Nam Ji Hyeon), una chica de campo que salva a Eun Ho de morir y él en forma de agradecimiento le promete casarse con ella asegurándole que su nombre era Dal Bong, años después, ella ante tal promesa decide dejar el campo, para ir a la ciudad de Seúl.

## Reparto

### Personajes principales
- Yoo Dong Geun como Cha Soon Bong.
- Kim Hyun Joo como Cha Kang Shim.
- Yoon Park como Cha Kang Jae.
- Park Hyung Sik como Cha Dal Bong.
- Kim Sang Kyung como Moon Tae Joo.
- Kim Yong Gun como Moon Tae Oh.
- Na Young Hee como Baek Seol Hee.
- Son Dam Bi como Kwon Hyo Jin.
- Kyeon Mi Ri como Heo Yang Geum.
- Kim Il Woo como Kwon Ki Chan.
- Nam Ji Hyeon como Kang Seo Wool.
- Seo Kang-joon como Yoon Eun Ho.
- Yang Hee Kyung como Cha Soon Geum.
- Kim Jung Nan como Noh Young Seol.
- Kim Jung Min como Seo Joong Baek.

### Personajes secundarios
- Kim Seo Ra como Señorita Go.
- Ryoo Je Hee como Secretaria Gong.
- Song Jae Hee como Byun Woo Tak.
- Hong Hyun Taek como Cha In Woo.
- Lee Seo Yun como Seo Ye Jin.
- Na Seung Ho como Manager del restaurante.
- Kim Ki Seok como Chef Jefe.
- Jang In-sub

Apariciones especiales
- Lee Dae Ro como Abuelo de Seo Wool.
- Lee Guk Joo como Lee Guk Hee
- Lim Ho como Juez.

## Recepción

### Audiencia
En Azul la audiencia más baja y en rojo la más alta, correspondientes a las empresas medidoras TNms y AGB Nielsen.
| Ep. #    | Fecha de emisión         | Share        | Share        | Share       | Share       |
| Ep. #    | Fecha de emisión         | TNmS Ratings | TNmS Ratings | AGB Nielsen | AGB Nielsen |
| Ep. #    | Fecha de emisión         | Nacional     | Seúl         | Nacional    | Seúl        |
| -------- | ------------------------ | ------------ | ------------ | ----------- | ----------- |
| 1        | 16 de agosto de 2014     | 19.2%        | 18.0%        | 20.0%       | 20.5%       |
| 2        | 17 de agosto de 2014     | 23.7%        | 24.4%        | 23.3%       | 24.0%       |
| 3        | 23 de agosto de 2014     | 21.8%        | 22.0%        | 20.3%       | 20.2%       |
| 4        | 24 de agosto de 2014     | 23.9%        | 24.3%        | 25.6%       | 25.3%       |
| 5        | 30 de agosto de 2014     | 21.8%        | 21.2%        | 22.3%       | 22.4%       |
| 6        | 31 de agosto de 2014     | 24.6%        | 25.7%        | 25.9%       | 25.8%       |
| 7        | 6 de septiembre de 2014  | 21.6%        | 23.1%        | 22.4%       | 22.2%       |
| 8        | 7 de septiembre de 2014  | 20.1%        | 20.7%        | 21.4%       | 21.2%       |
| 9        | 13 de septiembre de 2014 | 23.3%        | 23.8%        | 24.5%       | 24.7%       |
| 10       | 14 de septiembre de 2014 | 25.4%        | 25.7%        | 27.5%       | 29.0%       |
| 11       | 20 de septiembre de 2014 | 21.4%        | 21.5%        | 23.5%       | 24.4%       |
| 12       | 21 de septiembre de 2014 | 26.3%        | 27.9%        | 28.0%       | 28.8%       |
| 13       | 28 de septiembre de 2014 | 20.5%        | 22.9%        | 22.6%       | 22.8%       |
| 14       | 4 de octubre de 2014     | 18.8%        | 20.6%        | 20.7%       | 20.7%       |
| 15       | 5 de octubre de 2014     | 25.8%        | 28.0%        | 28.8%       | 28.7%       |
| 16       | 11 de octubre de 2014    | 24.0%        | 24.4%        | 24.4%       | 23.8%       |
| 17       | 12 de octubre de 2014    | 26.4%        | 27.6%        | 29.5%       | 29.6%       |
| 18       | 18 de octubre de 2014    | 25.5%        | 26.6%        | 25.8%       | 25.7%       |
| 19       | 19 de octubre de 2014    | 29.3%        | 31.6%        | 31.8%       | 32.0%       |
| 20       | 25 de octubre de 2014    | 26.6%        | 27.6%        | 28.6%       | 28.6%       |
| 21       | 26 de octubre de 2014    | 30.7%        | 33.2%        | 34.5%       | 34.7%       |
| 22       | 1 de noviembre de 2014   | 28.4%        | 29.0%        | 27.9%       | 27.0%       |
| 23       | 2 de noviembre de 2014   | 32.2%        | 34.3%        | 33.5%       | 34.2%       |
| 24       | 8 de noviembre de 2014   | 28.7%        | 29.1%        | 30.7%       | 30.9%       |
| 25       | 9 de noviembre de 2014   | 32.5%        | 34.5%        | 34.0%       | 33.6%       |
| 26       | 15 de noviembre de 2014  | 29.4%        | 29.0%        | 29.3%       | 29.4%       |
| 27       | 16 de noviembre de 2014  | 33.4%        | 36.0%        | 34.5%       | 34.9%       |
| 28       | 22 de noviembre de 2014  | 29.4%        | 29.3%        | 29.0%       | 28.7%       |
| 29       | 23 de noviembre de 2014  | 34.0%        | 37.4%        | 35.4%       | 35.8%       |
| 30       | 29 de noviembre de 2014  | 31.3%        | 32.0%        | 30.2%       | 29.8%       |
| 31       | 30 de noviembre de 2014  | 35.4%        | 37.9%        | 37.0%       | 35.8%       |
| 32       | 6 de diciembre de 2014   | 30.4%        | 31.7%        | 30.2%       | 29.6%       |
| 33       | 7 de diciembre de 2014   | 35.0%        | 37.1%        | 36.6%       | 36.6%       |
| 34       | 13 de diciembre de 2014  | 30.8%        | 31.0%        | 32.4%       | 32.4%       |
| 35       | 14 de diciembre de 2014  | 36.2%        | 38.3%        | 37.9%       | 38.0%       |
| 36       | 20 de diciembre de 2014  | 31.9%        | 33.2%        | 31.3%       | 30.2%       |
| 37       | 21 de diciembre de 2014  | 37.7%        | 40.3%        | 38.7%       | 38.0%       |
| 38       | 27 de diciembre de 2014  | 35.6%        | 37.0%        | 36.2%       | 36.4%       |
| 39       | 28 de diciembre de 2014  | 39.3%        | 41.9%        | 41.2%       | 42.2%       |
| 40       | 3 de enero de 2015       | 37.0%        | 38.8%        | 39.1%       | 39.3%       |
| 41       | 4 de enero de 2015       | 41.7%        | 44.4%        | 40.7%       | 40.9%       |
| 42       | 10 de enero de 2015      | 36.8%        | 38.4%        | 36.4%       | 35.6%       |
| 43       | 11 de enero de 2015      | 41.2%        | 44.3%        | 41.2%       | 41.9%       |
| 44       | 17 de enero de 2015      | 36.7%        | 37.8%        | 36.8%       | 37.3%       |
| 45       | 18 de enero de 2015      | 40.5%        | 42.9%        | 41.2%       | 41.9%       |
| 46       | 24 de enero de 2015      | 36.3%        | 37.8%        | 36.1%       | 36.4%       |
| 47       | 25 de enero de 2015      | 41.1%        | 43.7%        | 42.2%       | 43.0%       |
| 48       | 31 de enero de 2015      | 29.5%        | 30.3%        | 30.0%       | 29.9%       |
| 49       | 1 de febrero de 2015     | 39.3%        | 41.7%        | 40.1%       | 40.1%       |
| 50       | 7 de febrero de 2015     | 37.4%        | 38.8%        | 35.1%       | 34.4%       |
| 51       | 8 de febrero de 2015     | 41.2%        | 44.1%        | 43.3%       | 44.1%       |
| 52       | 14 de febrero de 2015    | 37.7%        | 39.6%        | 37.6%       | 36.8%       |
| 53       | 15 de febrero de 2015    | 40.8%        | 43.5%        | 43.1%       | 42.4%       |
| Promedio | Promedio                 | 30.75%       | 32.19%       | 31.70%      | 31.75%      |

## Banda sonora
- Yozoh - «I Told You».
- Choi Baek Ho - «On The Road».
- Nabi - «My Dad».
- Beige - «Ode».

## Premios y nominaciones
| Año  | Premio                                      | Categoría                                                  | Nominado                      | Resultado |
| ---- | ------------------------------------------- | ---------------------------------------------------------- | ----------------------------- | --------- |
| 2014 | 3rd APAN Star Awards                        | Premio a la máxima excelencia, actor en una serie de drama | Yoo Dong Geun                 | Nominado  |
| 2014 | 3rd APAN Star Awards                        | Premio a la excelencia, actor en una serie de drama        | Kim Sang Kyung                | Nominado  |
| 2014 | 3rd APAN Star Awards                        | Premio a la excelencia, actriz en una serie de drama       | Kim Hyun Joo                  | Nominado  |
| 2014 | 3rd APAN Star Awards                        | Mejor nuevo actor                                          | Park Hyung Sik                | Nominado  |
| 2014 | 22nd Korea Culture and Entertainment Awards | Mejor drama                                                | ¿Qué pasa con mi familia?     | Ganador   |
| 2014 | KBS Drama Awards                            | Gran Premio (Daesang)                                      | Yoo Dong Geun                 | Ganador   |
| 2014 | KBS Drama Awards                            | Premio a la máxima excelencia, actor                       | Yoo Dong Geun                 | Nominado  |
| 2014 | KBS Drama Awards                            | Premio a la máxima excelencia, actor                       | Kim Sang Kyung                | Nominado  |
| 2014 | KBS Drama Awards                            | Premio a la máxima excelencia, actriz                      | Kim Hyun Joo                  | Ganador   |
| 2014 | KBS Drama Awards                            | Premio a la excelencia, actor en una serie de drama        | Yoo Dong Geun                 | Nominado  |
| 2014 | KBS Drama Awards                            | Premio a la excelencia, actor en una serie de drama        | Kim Sang Kyung                | Ganador   |
| 2014 | KBS Drama Awards                            | Premio a la excelencia, actriz en una serie de drama       | Kim Hyun Joo                  | Nominado  |
| 2014 | KBS Drama Awards                            | Premio a la excelencia, actriz en una serie de drama       | Yang Hee Kyung                | Nominado  |
| 2014 | KBS Drama Awards                            | Mejor actriz secundaria                                    | Son Dam Bi                    | Nominado  |
| 2014 | KBS Drama Awards                            | Mejor actor nuevo                                          | Park Hyung Sik                | Ganador   |
| 2014 | KBS Drama Awards                            | Mejor actor nuevo                                          | Seo Kang Joon                 | Nominado  |
| 2014 | KBS Drama Awards                            | Mejor actriz nueva                                         | Nam Ji Hyun                   | Ganador   |
| 2014 | KBS Drama Awards                            | Mejor escritor                                             | Kang Eun Kyung                | Ganador   |
| 2014 | KBS Drama Awards                            | Mejor pareja                                               | Kim Sang Kyung y Kim Hyun Joo | Ganador   |
| 2014 | KBS Drama Awards                            | Mejor pareja                                               | Park Hyung Sik y Nam Ji Hyun  | Ganador   |
| 2015 | 51st Baeksang Arts Awards                   | Mejor actor nuevo (TV)                                     | Park Hyung Sik                | Nominado  |
| 2015 | 51st Baeksang Arts Awards                   | Mejor actriz nueva (TV)                                    | Nam Ji Hyun                   | Nominado  |

## Emisión internacional
- Hong Kong: TVB.
- Kazajistán: Astana TV.
- Malasia: 8TV.
- Singapur: Channel U.
- Tailandia: PPTV HD.
- Taiwán: GTV.

## Adaptaciones
- Turquía: «Baba Candır» (2015).[10]
- México: «¿Qué le pasa a mi familia?» (2021).[11]